# Болодек (метеостанция)
Болодек — упразднённый в 2011 году населённый пункт (тип:метеорологическая станция) в Тугуро-Чумиканском районе Хабаровского края.

## География
Находится в горной местности, между двумя хребтами: Типтонского и Гербиканского, которых разделяет крупная река Урми.
Климат
Болодек находится в местности, приравненной к районам Крайнего Севера.

## Топоним
Болодек — не единичное название, есть несколько одноимённых (например, река Болодек протекает в Тугуро-Чумиканском районе) и схожих (Болодякит) гидронимов. Они понимаются из эвенкийского «боло» — осень; «болодёкит» — место, где стояли осенью, осенняя стоянка (Мельников А. В. Топонимический словарь Амурской области. — Благовещенск: Хабаровское книжное издательство. 2009).

## История
Упразднен в 2011 году в связи с отсутствием населения.

## Инфраструктура
Действовала метеорологическая станция.

## Транспорт
Болодек находился в одной из самой отдаленной и труднодоступной местностей Хабаровского края. Шла горная дорога от населённого пункта Широкое